# Cure de Nalinnes-Centre
La Cure de Nalinnes-Centre, est le bâtiment situé à proximité de l’Église Notre-Dame de la Visitation, sise dans le village éponyme.
Toujours existant, cet édifice avait vocation, lorsqu'il y avait encore un curé résident, à héberger celui-ci.

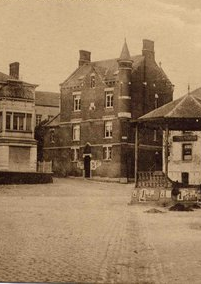
La cure en juin 1929.

## Histoire
On doit la construction de la cure à l'architecte Tirou, lequel a réalisé les plans. Elle voit le jour en 1874. 